# Гражданская война в Никарагуа
Гражданская война в Никарагуа, Война с Контрас (исп. La guerra con la Contras) — вооружённый конфликт в Никарагуа 1980-х годов между марксистским правительством «Сандинистского фронта национального освобождения» (СФНО) и антикоммунистическими вооружёнными формированиями Контрас. Являлась важным элементом глобальной Холодной войны. Активная фаза боевых действий длилась с 1981 по 1988 год. Военный перевес оставался за правительством, но атаки контрас вынудили правительство к политическому компромиссу. Война завершилась мирным Соглашением Сапоа и проведением в Никарагуа свободных выборов 1990 года, на которых победу одержала невооружённая оппозиция.

## От революции к войне
В 1979 году Сандинистская революция свергла диктатуру Анастасио Сомосы. 19 июля повстанческая армия СФНО вступила в Манагуа. Национальная гвардия прекратила организованное сопротивление. Власть перешла к Правительственной хунте национальной реконструкции, представляющей СФНО и другие организации демократической оппозиции.
Первые структуры вооружённого подполья создали бывшие национальные гвардейцы. Уже 22 июля 1979 года антисандинистскую группировку создал Рикардо Лау. 31 декабря 1979 эмигрировавшие из Никарагуа офицеры Национальной гвардии Энрике Бермудес, Рикардо Лау и Хуан Гомес учредили в Гватемале «Легион 15 сентября», однако «Легион» оставался малочисленной организацией, деятельность которой протекала в основном за пределами Никарагуа.
В первые послереволюционные месяцы предпосылки для гражданской войны практически отсутствовали. Идея вооружённой борьбы против сандинистов не имела сколько-нибудь широкой поддержки. Подавляющее большинство населения не только отвергало сомосизм, но и поддерживало новый режим. Сторонниками Сандинистской революции первоначально являлись даже будущие лидеры антисандинистской борьбы, например, Адольфо Калеро. Социальная база противников революции ограничивалась бывшими гвардейцами Сомосы и узким кругом убеждённых сомосистов, типа Аристидеса Санчеса.
Положение менялось по мере ужесточения сандинистской политики, постепенно принимавшей формы, близкие «реальному социализму» — командно-административной системе. Осенью 1980 года правящий СФНО объявил себя марксистской партией. Либералы (Виолетта Барриос де Чаморро), социал-демократы (Альфонсо Робело), демосоциалисты (Эден Пастора) были вытеснены из правительства. Власть сконцентрировалась в руководстве СФНО во главе с Даниэлем Ортегой, Умберто Ортегой, Томасом Борхе, Ленином Серной, Байярдо Арсе. Началась перестройка политического режима по образцу Кубы и СССР. Министерство внутренних дел под руководством Борхе и спецслужба DGSE во главе с Серной развернули политические репрессии. В экономике осуществлялось огосударствление, в том числе аграрная коллективизация, особенно в кластере кофейного производства. Этапным событием стало убийство агентами DGSE председателя Союза сельскохозяйственных производителей Никарагуа Хорхе Саласара 17 ноября 1980. Радикальные антисандинистские призывы стали встречать заинтересованный отклик многих никарагуанцев, недовольных подавлением гражданских свобод и репрессиями DGSE, собственников, подвергнутых экспроприации, а главное, крестьян, возмущённых принудительным кооперированием.
Отдельную категорию проблем создавала политика СФНО в отношении индейского населения Москитного берега. Насаждение административных структур на территориях проживания мискито, культурная унификация, экономическая регламентация вызывали резкое недовольство и отпор.
Активное недовольство режимом проявляли леворадикальные сандинисты, недовольные бюрократическим аппаратом и авторитарной политикой СФНО. В этом плане наиболее известен пример Эдена Пасторы.
Таким образом, к концу 1980 года в Никарагуа сложились условия для вооружённого антисандинистского сопротивления.

## Ход войны

### Консолидация контрас
Первые боестолкновения правительственных сил с Контрас были отмечены в ноябре 1980 года. Поначалу они носили разрозненный характер и быстро подавлялись. Правительство плотно контролировало ситуацию в стране, однако вооружённая оппозиция имела возможность действовать с иностранных плацдармов — из Гондураса на севере и Коста-Рики на юге.
Датой начала полномасштабной гражданской войны в Никарагуа обычно считается 11 августа 1981 года. В этот день в Майами были учреждены Никарагуанские демократические силы (FDN) — основная военно-политическая структура контрас. Вскоре FDN возглавили бывший подполковник Национальной гвардии Энрике Бермудес (военное командование), консервативный политик Адольфо Калеро (политическое руководство) и юрист Аристидес Санчес (стратегическое планирование, связь политического и военного руководства). Этот триумвират получил название Triángulo de Hierro — «Железный треугольник».
Базы вооружённых формирований FDN расположились в Гондурасе, близ никарагуанской границы. Основу военной организации FDN создали отряды крестьянского ополчения MILPAS (Народная антисандинистская милиция; до 1979 — созданная на базе отколовшихся от СФНО ходжаистов и других ультралевых Народная антисомосистская милиция), действовавшего ещё в 1970-х годах — в начале против сомосовской нацгвардии, затем против силовых структур СФНО. Из полевых командиров FDN наиболее известны Исраэль Галеано (Команданте Франклин, начальник штаба Никарагуанского сопротивления), Хосе Габриэль Гармендиа (Команданте Яхоб, командир спецназа), Энкарнасьон Вальдвиа Чаварриа (Команданте Тигрильо), Педро Пабло Ортис (Команданте Самоубийца), Оскар Собальварро (Команданте Рубен). Рядовые бойцы обычно происходили из крестьян, командиры — из MILPAS или из Национальной гвардии. Противоречия между бывшими гвардейцами Сомосы и бывшими антисомосистскими ополченцами, среди которых были и бывшие члены СФНО, регулярно порождали острые внутренние конфликты.

### Состав контрас
Известные лидеры контрас обычно являлись антикоммунистическими политиками — в основном правого (Адольфо Калеро, Аристидес Санчес), но также и левого, но враждебного марксизму-ленинизму (Альфонсо Робело, Эден Пастора) направления, офицерами Национальной гвардии (Энрике Бермудес, Роберто Кальдерон, Бенито Браво) и вожаками антисомосистских марксистских и левопопулистских парамилитарных ополчений, существовавших с дореволюционных времён (Энкарнасьон Вальдвиа, Оскар Собальварро, Рамон Морено).
Иначе формировался рядовой и младший командный состав. По данным репрезентативных послевоенных исследований и опросов, значительное большинство контрас составляли молодые крестьяне, до войны далёкие от политики. 78 % демобилизованных контрас происходили из деревенских семей. Преобладали возрастные группы от 16 до 25 лет. 95 % опрошенных имели начальное образование. По оценкам Оскара Собальварро, до 70 % контрас ранее поддерживали СФНО или служили в сандинистской армии.
Эта статистика опровергает представление о преобладании в движении бывших гвардейцев Сомосы. Как правило, антисандинистские настроения совмещались с антисомосистскими.

Главные гражданские лидеры FDN, в первую очередь Адольфо Калеро и Артуро Крус, кажется, искренне стремится к созданию плюралистического демократического общества. Их экономические взгляды, хотя и далеки от воплощения принципов свободного рынка, явно предпочтительнее марксистской политики сандинистов и коррумпированной клептократии режима Сомосы. Большинство бойцов FDN происходят из крестьянского класса. Их вера в демократический капитализм проблематична, но мало что свидетельствует об их желании вернуться к авторитаризму времён Сомосы.
Однако тревожным признаком является повсеместное присутствие чинов Национальной гвардии и полиции Сомосы в военном командовании FDN… Само по себе это, конечно, не доказывает, что контрас стремятся восстановить правую диктатуру. Не каждый солдат и даже офицер Национальной гвардии — почитатель Сомосы. Существуют свидетельства того, что Энрике Бермудес проявлял реформистские тенденции, которые побудили Сомосу назначить его в посольство в Вашингтоне — удобный способ изгнания. Возможно, в других обстоятельствах 1979 года Бермудес и его единомышленники-офицеры могли сыграть роль, аналогичную филиппинскому генералу Фиделю Рамосу и его последователям в недавней революции.
Большинство политических лидеров контрас идеологически приемлемы. Но есть тревожная параллель между военными командирами контрас и их визави — сандинистскими команданте. В послереволюционной борьбе за власть, умеренные демократические элементы проиграли потому, что марксисты имели больше оружия. Аналогичная проблема возникнет при победе контрас: гражданское руководство может оказаться под контролем военных с опытом сомосизма.
Тед Карпентер, эксперт Института Катона, июнь 1986.

В качестве идейных мотиваций назывались «борьба за демократию» и «борьба против коммунизма». Однако эти лозунги рассматриваются авторами исследований как «клише», приобретённые уже в составе формирований. Обычно причины прихода к контрас заключались в экономических экспроприациях (прежде всего конфискации крестьянских земельных участков и национализации торговли с конфискацией урожая по госценам) и политических преследованиях со стороны сандинистского правительства.

### Боевые действия
С 1981 года начались систематические рейды FDN на никарагуанскую территорию: диверсии, террористические акты, разрушение хозяйственных и стратегических объектов, бои с подразделениями сандинистской армии, полицейскими формированиями и боевыми группами актива СФНО. Основными районами военной активности «северных» контрас стали департаменты Матагальпа, Хинотега, Эстели. В 1982 был открыт второй, «южный фронт» с коста-риканской территории — его организовал Революционно-демократический альянс (ARDE) Эдена Пасторы. Однако Пастора не имел доступа к внешней помощи и придерживался политической самоизоляции. Поэтому FDN оставались более сильной и активной структурой.
Масштабные боевые действия пришлись на 1983—1986 годы, общая численность вооружённых формирований FDN достигла тогда 17 тысяч. В 1985 была создана политическая коалиция контрас — Объединённая никарагуанская оппозиция (UNO). После отстранения идеологически мотивированного Пасторы от руководства ARDE «южные» и «северные» контрас объединили и скоординировали военные усилия под руководством Энрике Бермудеса и Исраэля Галеано. На Москитном берегу активизировали боевые операции индейские ополчения MISURASATA и KISAN под командованием Осорно Колемана. Однако нанести серьёзное поражение правительственным войскам контрас не смогли. Иногда боевикам удавалось сформировать постоянно действующие партизанские отряды в северных департаментах. Но, несмотря на все усилия, не удалось взять под контроль сколько-нибудь обширную территорию, чтобы объявить на ней о создании альтернативного правительства. Тактика контрас сводилась к рейдам, боестолкновениям и диверсиям с последующим отступлением на территорию Гондураса.
В конце 1986 года сандинистская армия активизировала боевые действия против контрас у границы с Гондурасом. Основываясь на данных, полученных в результате радиоперехвата и агентурной разведки, небольшие армейские разведгруппы стремились обнаружить отряды контрас в момент перехода границы, после чего сообщали о численности, вооружении и направлении движения противника. После этого из мест постоянной дислокации на перехват выдвигались батальоны лёгкой пехоты. Осложнилось и политическое положение контрас: в начале 1987 произошёл распад UNO.
В мае 1987 года на месте UNO было создано новое — самое эффективное — объединение контрас: Никарагуанское сопротивление (RN), консолидировавшее все крупные структуры оппозиции, кроме ARDE. Последняя попытка военного решения была предпринята в конце 1987 — начале 1988. Тяжёлые бои на рубеже 1987—1988 развернулись в различных районах страны. С военной точки зрения они не привели к коренному перелому, однако последнее наступление контрас сыграло важную политическую роль. На фоне перестроечных изменений внешней политики СССР сандинистское руководство вынуждено было пойти на переговоры о мирном урегулировании.
В то же время последняя масштабная наступательная операция сандинистской армии (Operación Danto 88) была проведена уже в 1988 году. Бои 1987—1988, особенно Operación Danto, командиры контрас считают наиболее тяжёлым и кровопролитным периодом гражданской войны. В ответ на эту операцию США осуществили операцию «Золотой фазан» по поддержке Гондураса (куда вторглись никарагуанские войска в ходе действий против контрас).
По результатам военных действий к 1988 обозначилась «патовая ситуация»: контрас не могли свергнуть правительство, правительству не удавалось подавить контрас.

### Сандинистская мобилизация
В военном отношении сандинистское правительство оставалось значительно сильнее контрас. Было значительно увеличены расходы на оборону. 15 марта 1982 года в Никарагуа было впервые введено чрезвычайное положение. Одновременно была принята чрезвычайная программа гражданской обороны. 13 сентября 1983 года вступил в силу закон № 1327 «О патриотической воинской службе», который устанавливал призывной принцип комплектования армии, и предусматривал прохождение 45-дневного курса начальной военной подготовки всеми никарагуанцами в возрасте от 18 до 25 лет.
В период после 1985 года численность Сандинистской народной армии достигала 75 тысяч человек, а с учётом территориальных формирований Сандинистской народной милиции — 90-95 тысяч. В той или иной форме было мобилизовано до 40 % мужского населения. МВД и DGSE эффективно контролировали положение внутри страны, пресекая попытки создания подпольных антиправительственных структур. Государственный контроль и разветвлённая система сандинистских общественных организаций обеспечивали стабильную лояльность к правительству значительной части населения страны.
Чтобы отвести обвинения в диктатуре, сандинистское руководство осуществило формальный переход к конституционно оформленным органам власти. 4 ноября 1984 года в Никарагуа состоялись всеобщие выборы. К ним были допущены и партии умеренной невооружённой оппозиции, объединённые в Никарагуанскую демократическую координацию. Президентом был избран глава сандинистского правительства Даниэль Ортега, большинство парламентских мандатов получил СФНО.
В условиях гражданской войны государственная система сандинизма приобретала всё более авторитарные и милитаристские черты. Власть окончательно сосредоточили в своих руках лидеры СФНО, руководившие силовыми структурами. К этому кругу относились президент Даниэль Ортега-старший, министр обороны Умберто Ортега-младший, министр внутренних дел Томас Борхе, начальник DGSE Ленин Серна, начальник штаба армии Хоакин Куадра.
Положение сандинистов осложнялось экономическими трудностями. В 1988—1989 годах правительство приняло ряд чрезвычайных мер по стабилизации экономики и финансов, сокращению администрации и государственных расходов. Благодаря этому в 1989 удалось в 20 раз уменьшить инфляцию — до 1500 %, в 8 раз — дефицит бюджета, вдвое — государственные расходы. Замедлилось падение производства, наметился рост сельскохозяйственной продукции (на 4 %) и экспорта. Но в целом ситуация оставалась крайне тяжелой.

## Международный аспект

### Поддержка контрас
Важнейшим фактором никарагуанской войны стала позиция США, где 20 января 1981 года пришла к власти республиканская администрация Рональда Рейгана, ориентированная на всемерную поддержку антикоммунистических сил по всему миру. Помощь никарагуанским контрас являлась принципиальным пунктом Доктрины Рейгана. Локальный никарагуанский конфликт превратился в важный элемент глобальной Холодной войны.
США предоставляли контрас вооружение и материальную помощь. Аргентинская спецслужба СИДЕ и 601-й разведывательный батальон обучали боевиков контрас на военных базах Лепатерике и Килали «аргентинскому методу» борьбы с коммунизмом. Спецназ контрас обучали также израильские специалисты. Помощь контрас организовали активисты ВАКЛ, база снабжения была создана на коста-риканской территории при участии Движения свободы Коста-Рики. Поскольку политика СФНО приобретала всё более просоветский и прокубинский характер, контрас рассматривались как своего рода «авангард мирового антикоммунизма». Связь с никарагуанской вооружённой оппозицией поддерживал итальянский ультраправый активист Стефано Делле Кьяйе.
2 июня 1985 года Адольфо Калеро представлял движение контрас на международной конференции антикоммунистических партизан в ангольском городе Джамба.
Ежегодно Вашингтон ассигновал на помощь контрас до  $100 млн, не считая поддержки по неофициальным каналам. Отказ Конгресса США в финансировании никарагуанской вооружённой оппозиции вынудил администрацию искать обходные пути в нарушение американского законодательства. Результатом стал известный скандал Иран-контрас.
В апреле 1985 года США предъявили правительству Никарагуа ультиматум с требованием в течение 60 дней провести новые выборы и до 20 апреля 1985 года «начать диалог с оппозицией». В это же время на территории Гондураса были начаты крупномасштабные военные учения «Биг пайн-3», в которых участвовали 5 тысяч гондурасских военных, 5,5 тысяч военнослужащих США, 200 единиц бронетехники и вертолёты; одновременно у границ территориальных вод Никарагуа начались учения ВМС США «Юниверсал трек-85», в которых участвовали 36 кораблей и 7 тысяч военных моряков. Здесь же находились на патрулировании 2 американских авианосца. Правительство Никарагуа оценило деятельность США как недопустимое вмешательство во внутренние дела страны.
1 мая 1985 года Рональд Рейган объявил о начале экономической блокады Никарагуа (блокада продолжалась до мая 1990 года). Решение о блокаде вызвало отрицательную реакцию со стороны многих стран мира (в том числе, стран Латинской Америки, Европы, СССР и социалистических государств), международных организаций и общественности.

### Поддержка сандинистов
Государства «социалистического лагеря», также сознававшие глобальное значение никарагуанского конфликта, оказывали массированную помощь сандинистскому правительству. Особенно широкие масштабы это приняло с 1982 года, после визита Даниэля Ортеги в Москву. СССР и Куба фактически осуществили программу перевооружения никарагуанской армии, снабдив её современной по тем временам бронетехникой, артиллерией и военной авиацией. По официальным данным, с 1978 по 1990 год в Никарагуа побывали 688 советских военнослужащих, в основном инструкторов, в том числе 77 человек срочной службы. Нередко они участвовали в боевых действиях, как правило, совместно с кубинскими подразделениями.
Советский КГБ, кубинская ДГИ, восточногерманская Штази, болгарский КДС, чехословацкая StB интенсивно взаимодействовали с сандинистской спецслужбой DGSE.
Общий объём советских военных поставок в Никарагуа, по разным оценкам, составлял $2—3 млрд. Эта сумма заметно превышала американские ассигнования контрас и в значительной степени определяла исход военного противостояния. Закономерно, что правительство изъявило готовность к переговорам на рубеже 1987/1988, когда стало очевидным грядущее резкое сокращение советской помощи.

## Переговорный процесс
В сентябре 1987 года правительством Никарагуа была создана комиссия по национальному примирению. В декабре 1987 года начались переговоры сандинистского правительства с представителями RN. В январе 1988 года правительство Никарагуа отменило режим чрезвычайного положения и приняло закон об амнистии.
Первый результат диалога был достигнут 2 февраля 1988 года: Томас Борхе подписал мирное соглашение с лидером партии индейцев-мискито YATAMA (объединение MISURASATA и KISAN) Бруклином Риверой. Правительство признало автономию и преимущественные права индейцев на их традиционной территории Карибского побережья, YATAMA согласилась координировать с правительством использование экономических ресурсов и сообразовываться с общенациональным законодательством.
23 марта 1988 года, было подписано общенациональное Соглашение Сапоа между правительством и RN. Стороны договорились о прекращении огня, освобождении политзаключённых, возвращении эмигрантов, легализации оппозиции и политической реформе. На начало 1990 года назначались свободные выборы с участием всех политических сил Никарагуа. Соглашение означало окончание гражданской войны. Главную роль в успехе переговоров и мирном урегулировании сыграли Умберто Ортега и Адольфо Калеро.
Радикальные сандинисты (например, Ленин Серна) и радикальные контрас (прежде всего Энрике Бермудес) выступали против компромисса. Однако на СФНО оказала воздействие Москва, на RN — Вашингтон. СССР и США, в порядке нового политического мышления, демонстрировали ускоренное урегулирование региональных конфликтов.
В начале октября 1989 года правительство Гондураса потребовало от контрас покинуть территорию страны в срок до 6 декабря 1989 года и обратилось в Совет Безопасности ООН с просьбой направить миротворческие силы для выдворения контрас. В октябре 1989 года президент США Джордж Буш-старший утвердил санкционированное конгрессом США решение о выделении $9 млн на финансирование избирательной кампании оппозиции в Никарагуа.

## Некоторые итоги
Гражданская война в Никарагуа привела к большим человеческим жертвам и нанесла большой экономический ущерб. По состоянию на начало апреля 1989 года, количество жертв войны превысило 50 тысяч человек, ещё 50 тысяч жителей приграничных районов (превратившихся в зону боевых действий) стали беженцами и вынужденными переселенцами. По состоянию на начало 1990 года общий ущерб экономике страны от действий «контрас» составил $3,5 млрд (по другим данным — $17 млрд). Внешний долг увеличился с $1,2 млрд в 1979 до $11 млрд в 1990, многократно превысив ВВП республики.
По данным правительства Никарагуа в результате деятельности «контрас»:
- в 1981 году было убито — 53, ранено — 13, похищено и пропало без вести — 7 человек[48]. Материальный ущерб экономике страны составил $200 тыс.[49];
- в 1982 году «контрас» было совершено 78 вооружённых нападений, убито — 114, ранено — 52, уведено на сопредельную территорию, похищено и пропало без вести — 91 человек[48];
- в 1983 году «контрас» было совершено 600 вооружённых нападений, убито — 1030, ранено — 1323, уведено на сопредельную территорию, похищено и пропало без вести — 1153 человек[48];
- в 1984 году было убито — 1114 человек (в том числе, свыше 100 детей в возрасте до 12 лет[50]), ранено — 516, уведено на сопредельную территорию, похищено и пропало без вести — 2469 человек[48].
- в 1985 году «контрас» было совершено 1637 вооружённых нападений; в результате были убиты 1143 военнослужащих и 281 гражданских лиц)[51];
- в 1986 году «контрас» было совершено 3 тысячи вооружённых нападений, в результате погибли 1019 и были ранены 1798 военнослужащих, полицейских и «милисианос», а также были убиты 1100 гражданских лиц[52];
- в 1990 году было убито — 41 (7 полицейских и 34 гражданских лиц)[53].

Правительства США и ряда государств Латинской Америки и Западной Европы обвиняли руководство Никарагуа в нарушении демократических свобод и прав человека, в милитаризации власти. Даже Социнтерн и входившие в него партии, ранее солидаризовавшиеся с Никарагуанской революцией, стали критиковать сандинистский режим, хотя осуждали интервенционистскую политику США и необъявленную войну против Никарагуа. Вслед за США многие западноевропейские и латиноамериканские страны сократили связи с Никарагуа. Основная роль в помощи Никарагуа перешла к СССР, Кубе и другим социалистическим странам, приславшим специалистов и поставлявшим на льготных условиях в кредит, а частично и безвозмездно оружие, сырьевые товары, машины, оборудование.

## Политические последствия
25 февраля 1990 года в Никарагуа состоялись свободные выборы президента и Национальной ассамблеи. Вопреки большинству прогнозов, СФНО потерпел поражение, победу одержал Национальный союз оппозиции. Первое правление СФНО закончилось. В то же время, политические организации контрас также не получили поддержки избирателей. Отторжение никарагуанским обществом всех участников гражданской войны стало её главным результатом.
В 1990—2006 годах у власти находились правоцентристские либеральные правительства Виолетты Барриос де Чаморро, Арнольдо Алемана, Энрике Боланьоса.
На выборах 2006 победу одержал СФНО, президентом был избран Даниэль Ортега, выступавший уже не с марксистской, а с лево-традиционалистской программой. Интересно, что Партия никарагуанского сопротивления — политическая организация бывших контрас, участников гражданской войны против сандинистов, вступила в альянс с СФНО и поддержала кандидатуру Ортеги.
В октябре 2009 года Верховный суд Никарагуа отменил ограничения на количество президентских сроков, что позволило Даниэлю Ортеге вновь выдвинуть свою кандидатуру и переизбраться на выборах 2011 года. Оппозиция восприняла данное решение как узурпацию власти и попытку установить режим пожизненного правления. В результате в 2010 году в Никарагуа возникло вооружённое подполье — FDC 380, FASN—EP, Copan. Первые крупные акции провела группировка Хосе Габриэля Гармендиа — Команданте Яхоб в 1980-е годы командовал спецназом контрас. Некоторые наблюдатели заговорили об угрозе новой гражданской войны.